# Dasiops bourquini
Dasiops bourquini är en tvåvingeart som först beskrevs av Blanchard 1948.  Dasiops bourquini ingår i släktet Dasiops och familjen stjärtflugor. Inga underarter finns listade i Catalogue of Life.